# Кукуй (Венёвский район)
Кукуй — деревня в Венёвском районе Тульской области России.
В рамках административно-территориального устройства является центром Кукуйского сельского округа Венёвского района, в рамках организации местного самоуправления включается в Грицовское сельское поселение.

## География
Расположена в 30 км к востоку от Тулы и в 29 км к юго-западу от райцентра, города Венёв.

## Население
| 2002 | 2010 |
| ---- | ---- |
| 496  | ↘475 |

Население — 475 чел. (2010).